# Simeon Šutev
Simeon Šutev (ur. 21 listopada 1942 w Sztipie, zm. 8 sierpnia 2015) – jugosłowiański zapaśnik walczący w stylu wolnym. Olimpijczyk z Meksyku 1968, gdzie odpadł w eliminacjach w kategorii 57 kg.
Zajął czwarte miejsce na mistrzostwach Europy w 1968 roku.